# Чековая, Виктория Александровна
Викто́рия Алекса́ндровна Чекова́я (27 июля 1980 года, Новосибирск) — российская джазовая, блюзовая и этно-певица.

## Биография
Окончила музыкальную школу по классу фортепиано, после чего её занятия музыкой временно прекратились, и она поступила на Факультет гуманитарного образования Новосибирского государственного технического университета (специальность «филолог-редактор СМИ»). Через некоторое время начала посещать студию «Импроджаз», где её преподавателем вокала стала джазовая певица Наталья Соболева. В 1999 году Чековая продолжила музыкальное образование, поступив в Новосибирский музыкальный колледж имени А.Ф. Мурова и начав обучение у Татьяны Владимировны Ершуковой. Одним из её преподавателей был известный композитор, мультиинструменталист Роман Столяр, сотрудничество с которым будет продолжено впоследствии. В июне 2000 года молодая вокалистка стала обладателем 1-й премии и гран-при на сибирском межрегиональном конкурсе молодых исполнителей джазовой музыки «Золотой Геликон», проходившем в Новокузнецке.
В 2001 году певица начала выступать с мейнстрим-группой «Week And» («Week &») Алексея Пыстина. Также её коллегой был тенор-саксофонист Владимир Тимофеев. Круг музыкальных интересов Чековой постепенно расширялся и охватил как академическую, так и этническую музыку: «Если говорить о „современной академической музыке“, как её окрестили, то это, например, Арво Пярт, Филип Гласс, Софья Губайдулина… Шнитке, конечно…». Вскоре она начала играть с пианисткой Еленой Скоробогатовой, с которой познакомилась ещё в студии «Импроджаз», после чего к ним присоединилась владеющая несколькими духовыми инструментами Галина Беляева. 20 ноября 2003 года состоялся первый концерт нового трио, получившего название «Седьмое небо». Трио исполнило вокальные циклы «Времена Года» Валерия Гаврилина и «Кольцо» Елены Скоробогатовой. Последний затем вошёл в альбом «Седьмого неба», также озаглавленный «Кольцо» и увидевший свет в 2004 году. В том же году трио выступило на фестивале «Живая вода» на Алтае, а также в Казахстане, после чего посетило фестиваль «Саянское кольцо».
В апреле 2006 года был выпущен новый альбом «Седьмого неба» под названием «Голоса», а в июне Виктория Чековая в качестве участника российско-американской программы «Открытый мир» прошла двухнедельную стажировку в Чикаго.

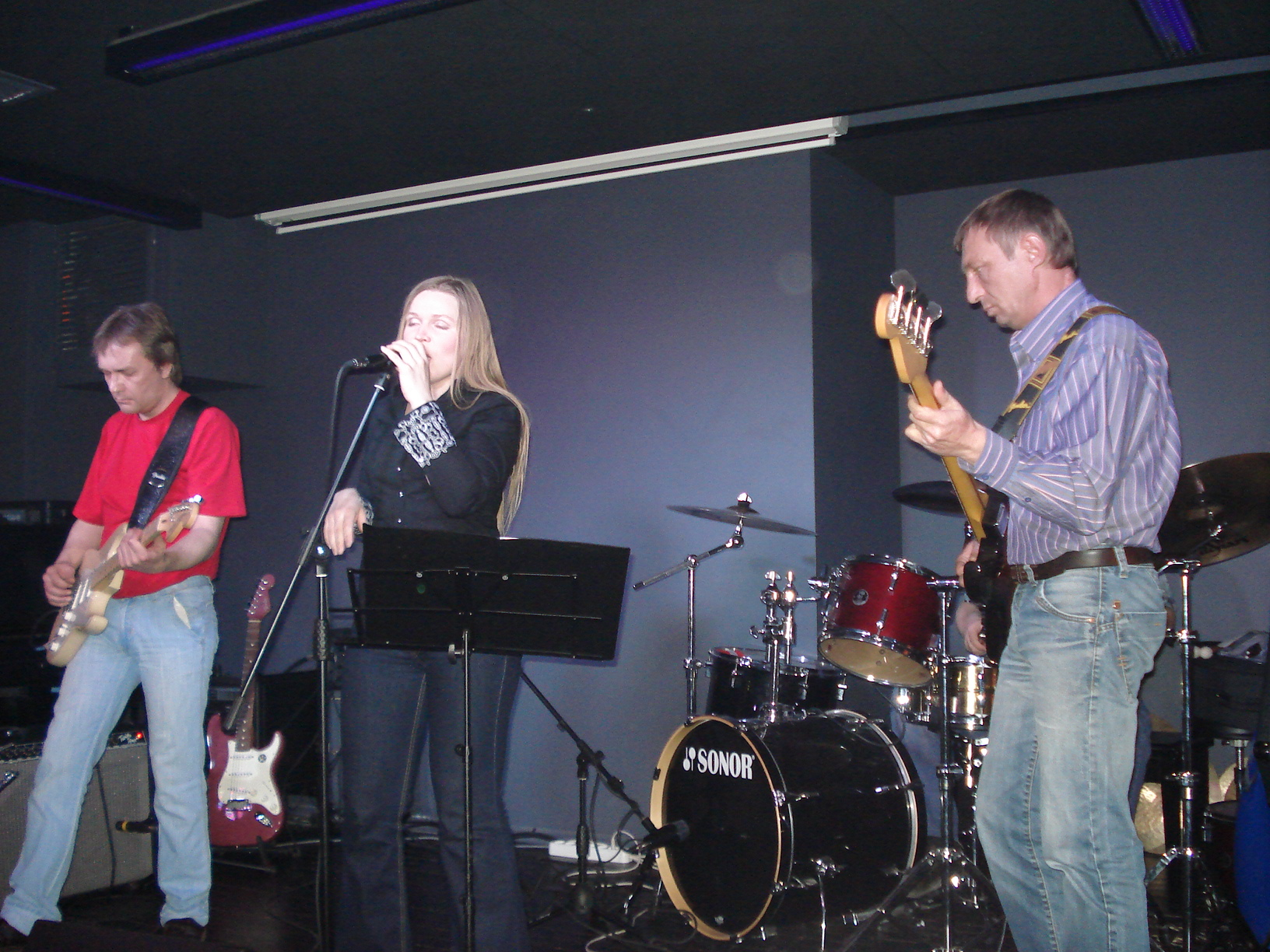
The Baragozes Band, Новосибирск, 25.04.2010

2007 год ознаменовался яркими творческими событиями: группа «Седьмое небо» приняла участие в 28-м Международном фолк-фестивале Европейского вещательного союза, проходившем в городе Корке (Ирландия), где новосибирский ансамбль представлял «Радио России» и запомнился, в частности, интерпретациями произведений И. С. Баха. В том же году Чековая получила предложение принять участие в проекте известного греческого дирижёра Теодора Курентзиса, что и состоялось в октябре на московском фестивале «Территория».
В 2008 году ансамбль Чековой принял участие в международном джазовом фестивале «Сибирские джазовые игрища», состоявшемся в новосибирском Академгородке. Певица неоднократно выступала и гастролировала с мастером джазового авангарда, саксофонистом Владимиром Чекасиным.
В настоящий момент Чековая ведёт активную концертную деятельность, в том числе в составе группы «The Baragozes Band» с гитаристом Василием Смоленцевым («Калинов мост»), басистом Андреем Ненашенко и барабанщиком Владимиром Кирпичёвым («Сибирский диксиленд»). Группа исполняет как кавер-версии произведений Джими Хендрикса, Led Zeppelin, Элвиса Пресли и других, так и собственные вещи в стиле «тяжёлого блюза». Кроме того, Чековая преподаёт эстрадный вокал в музыкальной школе № 1 Новосибирска и в Новосибирском музыкальном колледже им. А. Мурова. В научно-методическом сборнике «Музыкальное исполнительство и педагогика. Джаз» была опубликована её статья о подходах к обучению джазовому вокалу.